# Nando's
Nando's est un groupe et une chaîne de restaurants originaire d'Afrique du Sud avec un thème mozambicain-portugais et centré sur les plats de poulet mariné dans une sauce de piri-piri,. Nando's exploite environ 1 100 points de vente dans 22 pays pour un chiffre d'affaires de 650 millions de dollars. 
Nando's possède en 2001, 29 points de vente au Royaume-Uni, puis 114 en 2005, et en 2010 plus de 200 lieux de vente au Royaume-Uni dont une cinquantaine à Londres, chiffre qui est passé à 320 en 2015. Nando's emploie environ 8 000 personnes au Royaume-Uni. 
L'entreprise est connue pour être un lieu de restauration pour certaines célébrités, ainsi que pour sa High Five Card, carte hypothétique qui permettrait d'y manger gratuitement à vie,.
Nando's est organisé sur un système de franchise par pays, le groupe ayant dans chaque pays d'implantation des propriétaires différents.

## Histoire

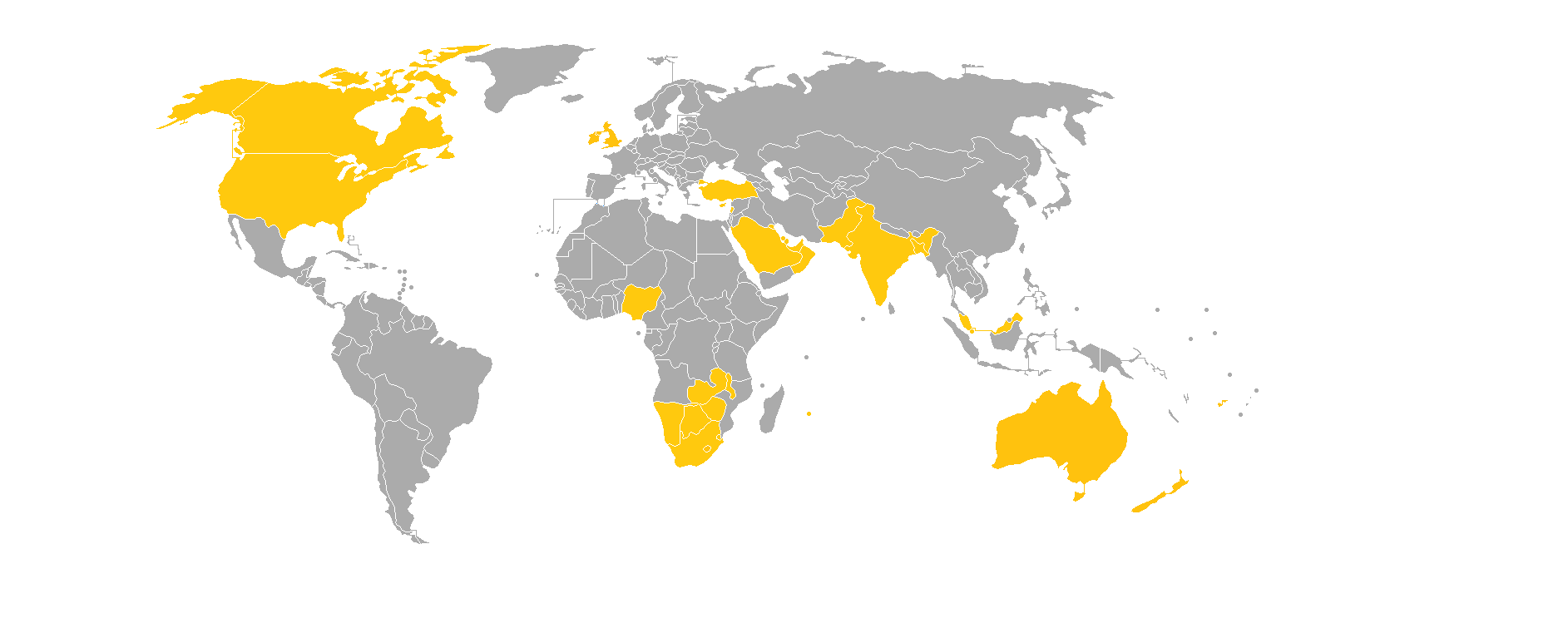
Carte des pays d'implantation de Nando's en 2011.

Nando's est fondé à Rosettenville dans la banlieue de Johannesbourg en 1987 par Robert Brozin et Fernando Duarte. L'entreprise entre sur le marché britannique vers 1992,.
En septembre 2010, Nando's acquiert pour 30 millions de livres Clapham House, qui possède les  Gourmet Burger Kitchen (GBK) et The Real Greek qui possèdent respectivement environ 50 et 15 points de vente au Royaume-Uni,.
En juillet 2015, l'ICIJ annonce que le propriétaire de Nando's, Dick Enthoven, un Sud-africain ayant également fait fortune dans l'assurance, est impliqué largement dans l'utilisation de l'évasion fiscale en ce qui concerne les bénéfices de l'entreprise.

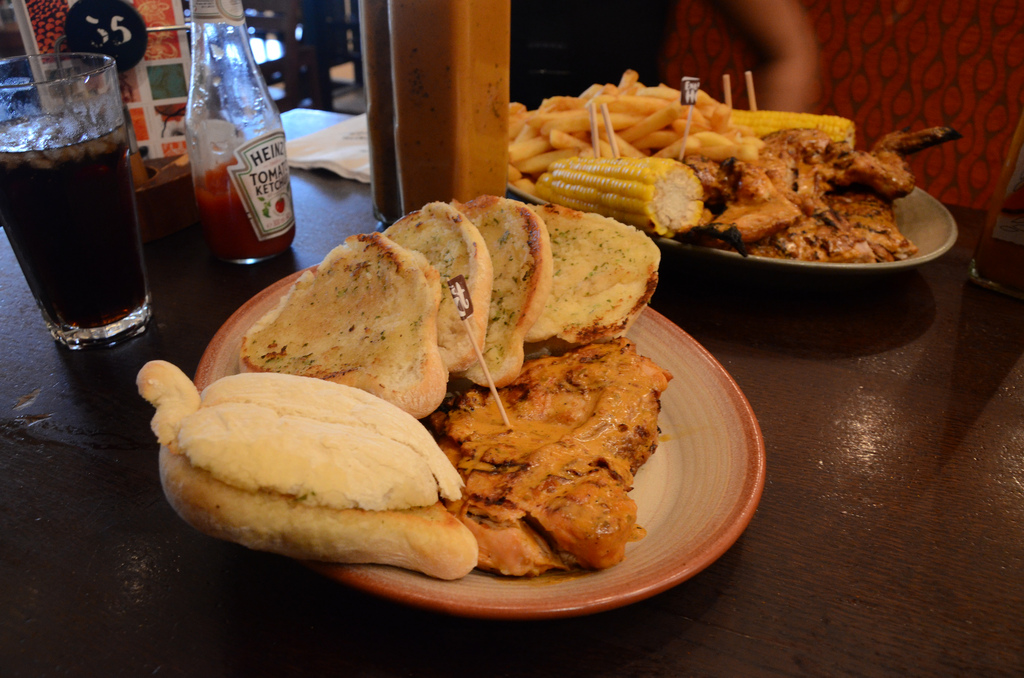
Nourriture servie chez Nando's.
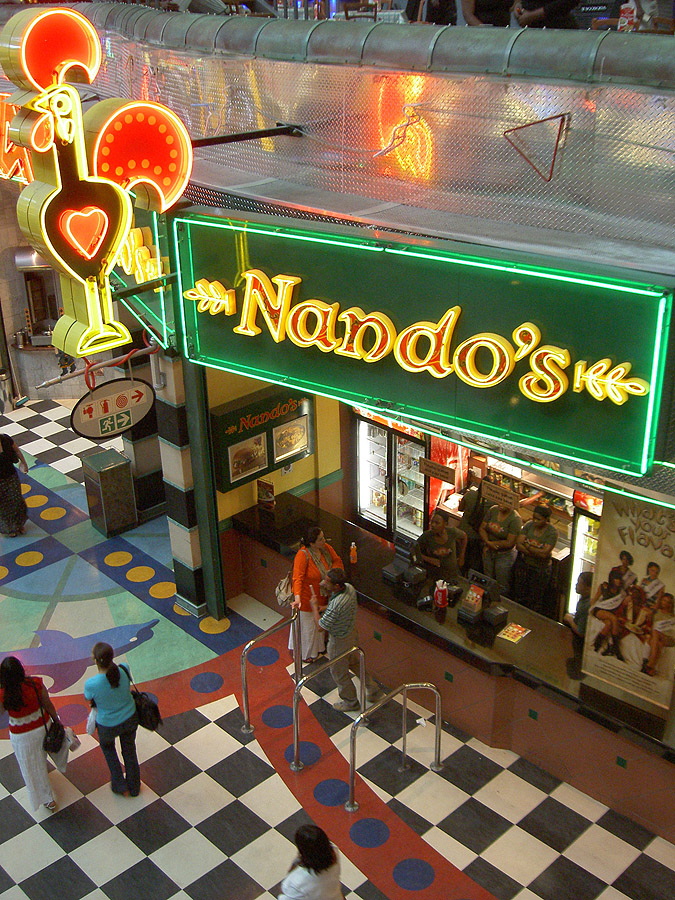
Enseigne d'un des restaurants.
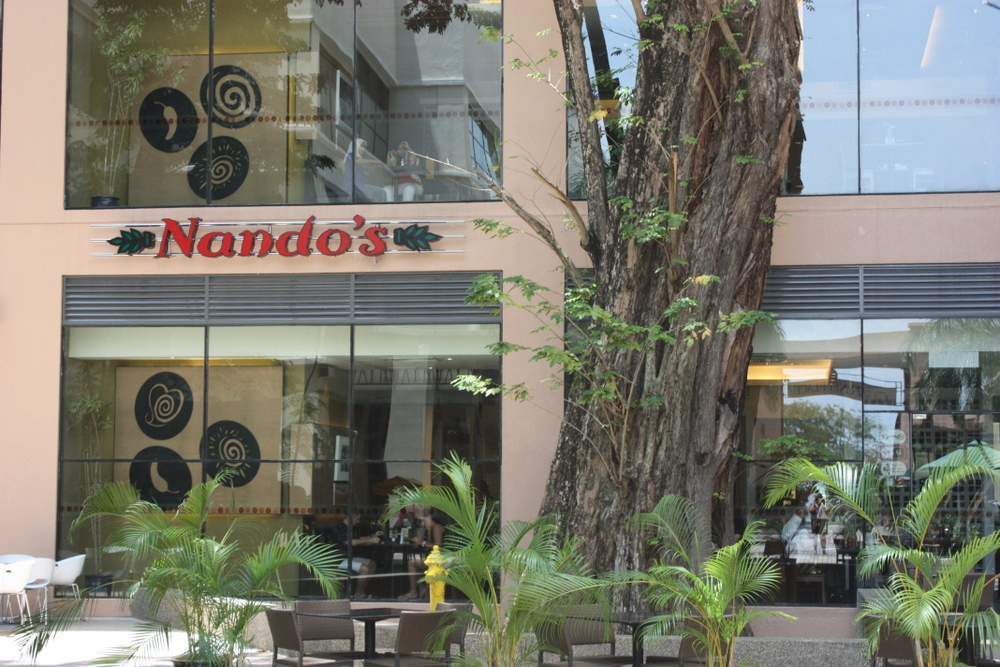
Autre enseigne.